# Scrapter chrysomastes
Scrapter chrysomastes är en biart som beskrevs av Davies 2005. Scrapter chrysomastes ingår i släktet Scrapter och familjen korttungebin. Inga underarter finns listade i Catalogue of Life.